# Alpaida canela
Alpaida canela là một loài nhện trong họ Araneidae.
Loài này thuộc chi Alpaida. Alpaida canela được Herbert Walter Levi miêu tả năm 1988.